# Pierre Sellier (clairon)
Pour les articles homonymes, voir Sellier et Pierre Sellier.
Pierre Sellier, né le 8 novembre 1892, à Beaucourt dans le Territoire de Belfort, mort le 16 mai 1949, dans la même ville, est connu pour avoir été le soldat français  de la guerre  de 1914-1918 qui sonna au clairon le premier "cessez-le-feu", le 7 novembre 1918, à Haudroy, entre La Flamengrie et La Capelle (Aisne), lors de l'arrivée des plénipotentiaires allemands chargés de négocier l'Armistice de la Première guerre mondiale. Celui-ci sera signé le 11 novembre suivant dans la clairière  de Rethondes à Compiègne (Oise),. Pierre Sellier a été surnommé "le clairon de l'Armistice".

## Histoire
Il est intégré au 171e régiment d’infanterie de Belfort en octobre 1913. Le 7 novembre 1918, il est désigné pour accompagner les parlementaires allemands à La Capelle, dans l’Aisne. Il était caporal. À 20 h 30, le capitaine Lhuiller lui ordonne  de sonner le premier « cessez-le-feu »,. Arthur Zobrowski, sous-officier uhlan a fait de même juste avant. 

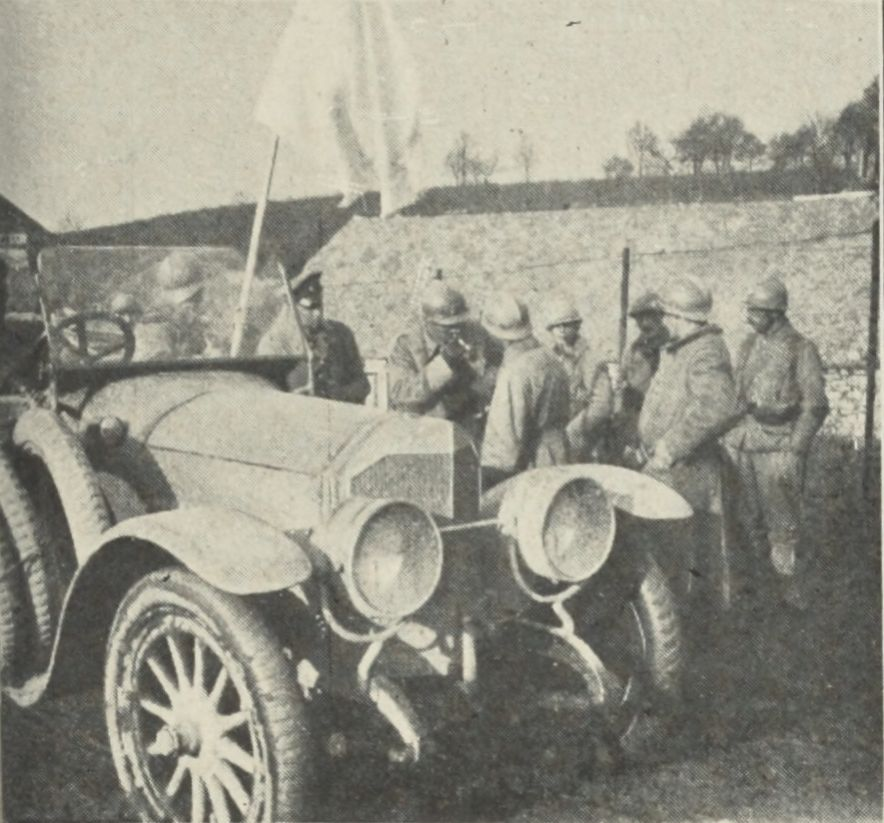
La voiture des plénipotentiaires allemands le 7 novembre 1918, entourée de chasseurs du.

Deux autres soldats français du 19e bataillon de chasseurs à pied vont également entonner le cessez-le-feu en accompagnant les véhicules chargés d'amener au quartier général allemand de Spa le projet d'Armistice : Philippe Roux, lors de tentatives avortées le 8 novembre, puis Georges Labroche qui passera le 9 novembre.
Sur le front, tous les clairons sonneront officiellement le cessez-le-feu à la date convenue : le 11 novembre à 11 h.
Démobilisé le 28 août 1919, Pierre Sellier retourne à Beaucourt et travaille chez Japy, puis chez Peugeot, à Sochaux. 
Promu caporal-chef, puis sergent, il est sous-officier de réserve au 35e régiment d'infanterie de Belfort.

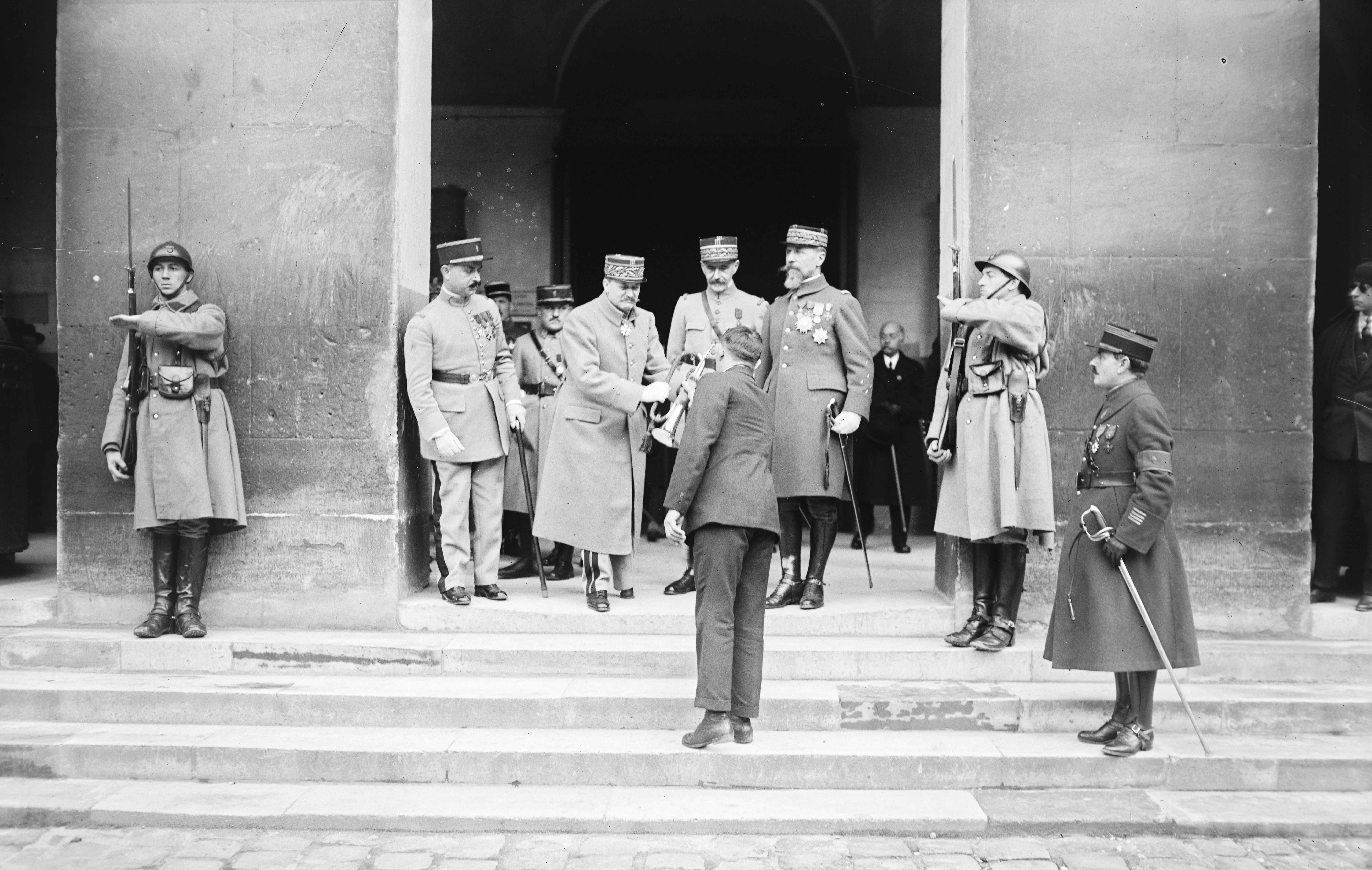
Le clairon Sellier remet son clairon au général Mariaux, directeur du musée de l'Armée, en présence des généraux Gouraud et Debeney, le 18/2/1926.

Il refuse l'offre de l'American Legion de faire, en 1925, un tournée aux États-Unis où il aurait dû reproduire la sonnerie historique. La même offre de son homologue allemand, Zobrowski, de l'accompagner aux États-Unis dans le même but, ne reçoit pas davantage de réponse favorable, car Pierre Sellier considère qu'il est encore trop tôt pour de telles démonstrations entre ennemis d'hier. Malgré la proposition des Américains de lui racheter son clairon, il préfère en faire don au musée des Invalides,. Par la suite, une copie lui est offerte, par la maison Couesnon (Paris), avec laquelle il joue des sonneries, lors des cérémonies du 11-Novembre, dans de nombreuses villes de France.
Il est remobilisé en septembre 1939, dans une unité de soutien, avec le grade de sergent-chef, puis est renvoyé dans ses foyers en mai 1940. Il entre dans la Résistance et rejoint le maquis du Lomont en août 1944, puis s'engage, à la Libération, dans le 3e RTA. Il participe à la campagne « Rhin et Danube » contre les Allemands. Promu adjudant, il est titulaire de nombreuses décorations et a été cité plusieurs fois à l'ordre du régiment et de la division.
Il meurt à Beaucourt le 16 mai 1949 et repose au cimetière de Reppe,.
À Beaucourt, un monument lui est dédié, près du Coq Japy et une rue porte son nom. Un collège de La Capelle porte également son nom.
Sa descendance est connue. Père d'un enfant naturel à l'âge de 18 ans, Bouteiller René Henri né le 9 avril 1911 dont la mère est Aline Bouteiller, originaire de Beaucourt également. "À Beaucourt, André Bouteiller, petit-fils de Pierre Sellier, garde aussi de son grand-père l’image d’un homme simple."[réf. souhaitée]

## Épilogue
Les clairons de Sellier et Labroche ont rejoint le Musée de l'Armée en 1923[réf. souhaitée] et 2018. Ils sonneront à nouveau le cessez-le-feu le 11 novembre 2018 sous l'Arc de Triomphe à l'occasion des cérémonies du centenaire de la Première Guerre mondiale. Sellier, Roux et Labroche ont été surnommés les premier, deuxième et troisième clairon de L'Armistice.

## Distinctions
- Chevalier de la légion d'honneur
- Médaille militaire
- Croix de guerre 1914-1918 avec 2 palmes et 1 étoile.